# Połczyn-Zdrój (gromada)
Połczyn-Zdrój – dawna gromada, czyli najmniejsza jednostka podziału terytorialnego Polskiej Rzeczypospolitej Ludowej w latach 1954–1972.
Gromady, z gromadzkimi radami narodowymi (GRN) jako organami władzy najniższego stopnia na wsi, funkcjonowały od reformy reorganizującej administrację wiejską przeprowadzonej jesienią 1954 do momentu ich zniesienia z dniem 1 stycznia 1973, tym samym wypierając organizację gminną w latach 1954–1972.
Gromadę Połczyn-Zdrój z siedzibą GRN w mieście Połczynie-Zdroju (nie wchodzącym w jej skład) utworzono 1 stycznia 1958 w powiecie świdwińskim w woj. koszalińskim z obszarów zniesionych gromad Kołacz i Zajączkówko (bez wsi Wardyń Górny) w tymże powiecie. Równocześnie do nowo utworzonej gromady Połczyn-Zdrój przyłączono: a) wieś Gaworkowo z gromady Toporzyk i b) wieś Buślary z gromady Bolkowo – w powiecie świdwińskim, ponadto c) wieś Czarnkowie z gromady Kluczewo w powiecie szczecineckim oraz d) wieś Lipno z gromady Nowe Worowo w powiecie drawskim – w tymże województwie.
31 grudnia 1959 do gromady Połczyn-Zdrój włączono obszar zniesionej gromady Toporzyk (łącznie z wsią Lipno, co jest niejednoznaczne) oraz wsie Stare Ludzicko i Nowe Ludzicko ze zniesionej gromady Rzecino w tymże powiecie.
Odtąd, w latach 1960–1961, gromada Połczyn-Zdrój stanowiła zlepek przeróżnych wsi należących poprzednio do czterech różnych powiatów (białogardzkiego, drawskiego, szczecineckiego i świdwińskiego), czterech gmin (Kluczewo, Połczyn-Zdrój, Ostrowice i Rąbino) i sześciu gromad utworzonych po 1954 (Bolkowo, Kołacz, Nowe Worowo, Rzecino, Toporzyk i Zajączkówko). W 1960 roku obejmowała 16 dawnych (sprzed 1954) gromad: Buślary, Cieminko, Czarnkowie, Gaworkowo, Gawroniec, Kołacz, Lipno, Nowe Ludzicko, Ogartowo, Rzęsna, Słowianki, Smołdzięcino, Stare Ludzicko, Toporzyk, Zajączkowo i Zajączkówko.
31 grudnia 1961 z Połczyn-Zdrój wyłączono wsie Cieminko i Smołdzięcino, włączając je z powrotem do gromady Nowe Worowo w powiecie drawskim; do gromady Połczyn-Zdrój włączono natomiast obszar gruntów PGR Gawroniec (130,79 ha) z gromady Ostrowice w powiecie drawskim w tymże województwie.
W 1965 roku gromadą zarządzało 27 członków gromadzkiej rady narodowej.
31 grudnia 1971 do gromady Połczyn-Zdrój włączono obszar zniesionej gromady Popielewo w tymże powiecie (Popielewo, Brusno, Kocury i Ogrodno).
1 stycznia 1972 do gromady Połczyn-Zdrój włączono grunty o powierzchni 1969 ha z miasta Połczyn-Zdrój w tymże powiecie.
Gromada przetrwała do końca 1972 roku, czyli do kolejnej reformy gminnej. 1 stycznia 1973 w powiecie świdwińskim reaktywowano zniesioną w 1954 roku gminę Połczyn-Zdrój.
| Miejscowość             | Gmina (1954)                    | Gromada (1954–1957)           | Gromada (1958–1959)                                | Gromada (1960–1961)           | Gromada (1962–1971)           | Gromada (1972)            |
| ----------------------- | ------------------------------- | ----------------------------- | -------------------------------------------------- | ----------------------------- | ----------------------------- | ------------------------- |
| Kołacz                  | Połczyn-Zdrój, białogardzki     | Kołacz, białogardzki          | Połczyn-Zdrój, świdwiński                          | Połczyn-Zdrój, świdwiński     | Połczyn-Zdrój, świdwiński     | Połczyn-Zdrój, świdwiński |
| Ogartowo                | Połczyn-Zdrój, białogardzki     | Kołacz, białogardzki          | Połczyn-Zdrój, świdwiński                          | Połczyn-Zdrój, świdwiński     | Połczyn-Zdrój, świdwiński     | Połczyn-Zdrój, świdwiński |
| Zajączkówko             | Połczyn-Zdrój, białogardzki     | Zajączkówko, białogardzki     | Połczyn-Zdrój, świdwiński                          | Połczyn-Zdrój, świdwiński     | Połczyn-Zdrój, świdwiński     | Połczyn-Zdrój, świdwiński |
| Zajączkowo              | Połczyn-Zdrój, białogardzki     | Zajączkówko, białogardzki     | Połczyn-Zdrój, świdwiński                          | Połczyn-Zdrój, świdwiński     | Połczyn-Zdrój, świdwiński     | Połczyn-Zdrój, świdwiński |
| Rzęsna                  | Połczyn-Zdrój, białogardzki     | Zajączkówko, białogardzki     | Połczyn-Zdrój, świdwiński                          | Połczyn-Zdrój, świdwiński     | Połczyn-Zdrój, świdwiński     | Połczyn-Zdrój, świdwiński |
| Gaworkowo               | Połczyn-Zdrój, białogardzki     | Toporzyk, świdwiński          | Połczyn-Zdrój, świdwiński                          | Połczyn-Zdrój, świdwiński     | Połczyn-Zdrój, świdwiński     | Połczyn-Zdrój, świdwiński |
| Buślary                 | Rąbino, białogardzki            | Bolkowo, świdwiński           | Połczyn-Zdrój, świdwiński                          | Połczyn-Zdrój, świdwiński     | Połczyn-Zdrój, świdwiński     | Połczyn-Zdrój, świdwiński |
| Czarnkowie              | Kluczewo, szczecinecki          | Kluczewo, szczecinecki        | Połczyn-Zdrój, świdwiński                          | Połczyn-Zdrój, świdwiński     | Połczyn-Zdrój, świdwiński     | Połczyn-Zdrój, świdwiński |
| Lipno                   | Kluczewo, szczecinecki          | Nowe Worowo, szczecinecki     | Połczyn-Zdrój, świdwiński lub Nowe Worowo, drawski | Połczyn-Zdrój, świdwiński     | Połczyn-Zdrój, świdwiński     | Połczyn-Zdrój, świdwiński |
| Toporzyk                | Połczyn-Zdrój, białogardzki     | Toporzyk, świdwiński          | Toporzyk, świdwiński                               | Połczyn-Zdrój, świdwiński     | Połczyn-Zdrój, świdwiński     | Połczyn-Zdrój, świdwiński |
| Gawroniec               | Ostrowice, drawski              | Toporzyk, świdwiński          | Toporzyk, świdwiński                               | Połczyn-Zdrój, świdwiński     | Połczyn-Zdrój, świdwiński     | Połczyn-Zdrój, świdwiński |
| Słowianki               | Ostrowice, drawski              | Toporzyk, świdwiński          | Toporzyk, świdwiński                               | Połczyn-Zdrój, świdwiński     | Połczyn-Zdrój, świdwiński     | Połczyn-Zdrój, świdwiński |
| Cieminko                | Kluczewo, szczecinecki          | Nowe Worowo, szczecinecki     | Toporzyk, świdwiński                               | Połczyn-Zdrój, świdwiński     | Nowe Worowo, drawski          | Nowe Worowo, drawski      |
| Smołdzięcino            | Kluczewo, szczecinecki          | Nowe Worowo, szczecinecki     | Toporzyk, świdwiński                               | Połczyn-Zdrój, świdwiński     | Nowe Worowo, drawski          | Nowe Worowo, drawski      |
| Lipno, Kolonia          | Kluczewo, szczecinecki          | Nowe Worowo, szczecinecki     | Toporzyk, świdwiński                               | Połczyn-Zdrój, świdwiński     | Połczyn-Zdrój, świdwiński     | Połczyn-Zdrój, świdwiński |
| Stare Ludzicko          | Rąbino, białogardzki            | RzecinoBolkowo, świdwiński    | RzecinoBolkowo, świdwiński                         | Połczyn-Zdrój, świdwiński     | Połczyn-Zdrój, świdwiński     | Połczyn-Zdrój, świdwiński |
| Nowe Ludzicko           | Rąbino, białogardzki            | RzecinoBolkowo, świdwiński    | RzecinoBolkowo, świdwiński                         | Połczyn-Zdrój, świdwiński     | Połczyn-Zdrój, świdwiński     | Połczyn-Zdrój, świdwiński |
| Gawroniec, PGR          | Ostrowice, drawski              | Ostrowice, drawski            | Ostrowice, drawski                                 | Ostrowice, drawski            | Połczyn-Zdrój, świdwiński     | Połczyn-Zdrój, świdwiński |
| Popielewo               | Połczyn-Zdrój, białogardzki     | Popielewo, świdwiński         | Popielewo, świdwiński                              | Popielewo, świdwiński         | Popielewo, świdwiński         | Połczyn-Zdrój, świdwiński |
| Brusno                  | Połczyn-Zdrój, białogardzki     | Popielewo, świdwiński         | Popielewo, świdwiński                              | Popielewo, świdwiński         | Popielewo, świdwiński         | Połczyn-Zdrój, świdwiński |
| Kocury                  | Połczyn-Zdrój, białogardzki     | Popielewo, świdwiński         | Popielewo, świdwiński                              | Popielewo, świdwiński         | Popielewo, świdwiński         | Połczyn-Zdrój, świdwiński |
| Ogrodno                 | Połczyn-Zdrój, białogardzki     | Popielewo, świdwiński         | Popielewo, świdwiński                              | Popielewo, świdwiński         | Popielewo, świdwiński         | Połczyn-Zdrój, świdwiński |
| Połczyn-Zdrój (1969 ha) | Połczyn-Zdrój (m), białogardzki | Połczyn-Zdrój (m), świdwiński | Połczyn-Zdrój (m), świdwiński                      | Połczyn-Zdrój (m), świdwiński | Połczyn-Zdrój (m), świdwiński | Połczyn-Zdrój, świdwiński |